# Amtsbot

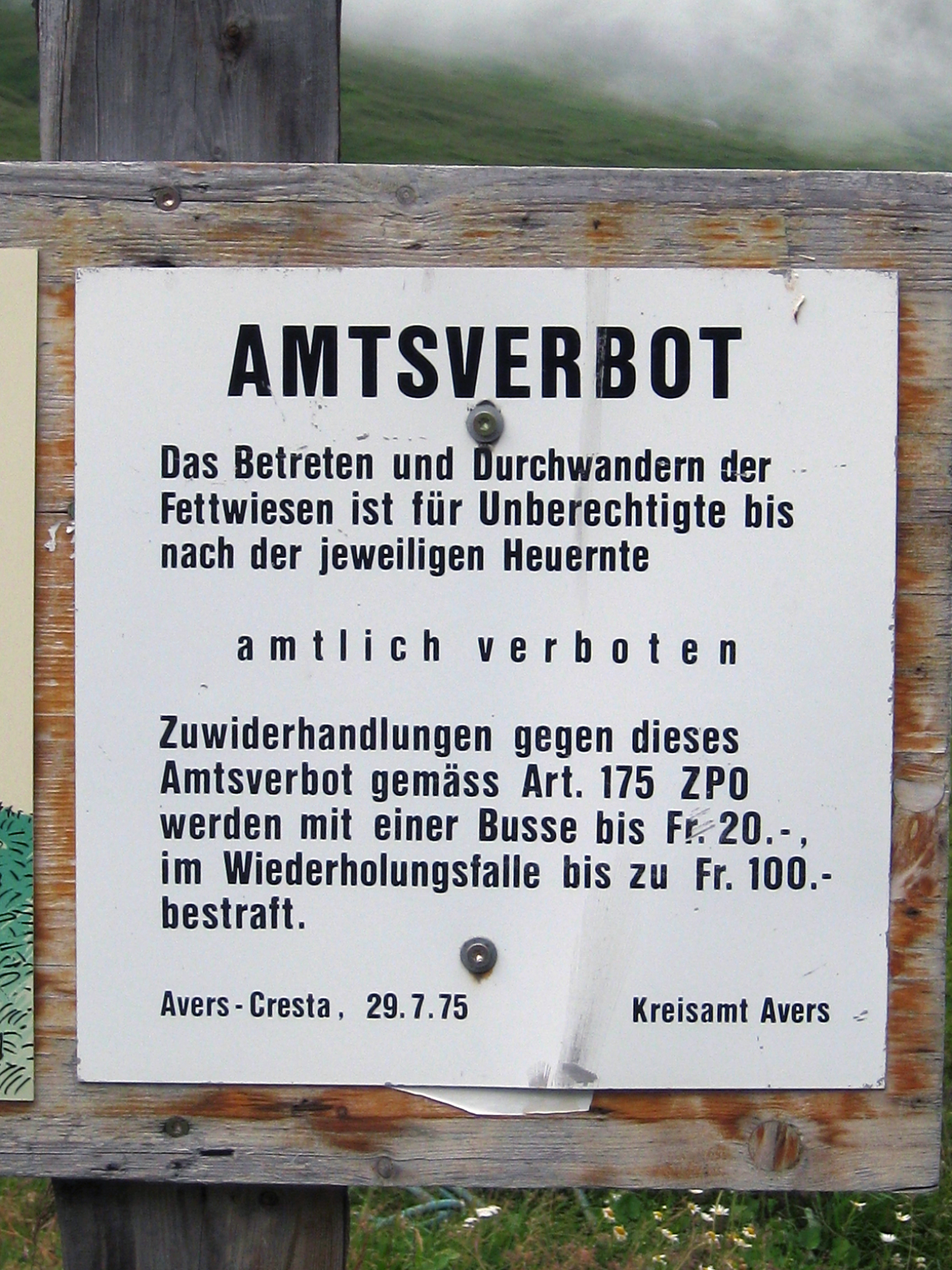
Amtliches Verbot in Juf, Kanton Graubünden

Das Amtsbot ist grundsätzlich eine behördlich zwingende Anordnung. Es kamen in der Vergangenheit auch andere Bezeichnungen für dieses Rechtsinstitut vor, z. B. Rechtsbot, Verbot, Rechtsverbot, Amtsverbot etc. Umgekehrt findet sich die gleiche Bezeichnung auch für andere Rechtsinstitute in den schweizerischen Kantonen und teilweise im Fürstentum Liechtenstein. 

## Schweiz
Das Rechtsbot bildete sich im Laufe der Jahrhunderte und von Kanton zu Kanton ganz verschieden aus. Grundsätzlich war das Rechtsbot bzw. Amtsbotverfahren ein mündliches Verfahren in einer des Lesens und Schreibens weitgehend unkundigen, ländlichen Bevölkerung, dessen Ergebnisse auch mündlich meist nur verkündet wurden (in der Regel durch dreimaliges Ausrufen vor der Gemeinde). Der wichtigste Anwendungsbereich dieses historischen Rechtsinstituts betrifft die Rechtsverhältnisse an Grundstücken und das Nachbarrecht, welche für die agrarisch strukturierte Gesellschaft eine sehr wichtige Grundlage bildete. Die Entstehung aber auch die unterschiedliche Ausgestaltung dieser Rechtsinstitute ist unter anderem eine Folge der kleinbäuerlichen Strukturen und des damaligen Fehlens einer zentralen bzw. permanent tagenden Gerichtsinstanz in der Schweiz. 
Die Behörde, die Erlaubnis erteilt oder Verbote aussprach, war seit dem Mittelalter regelmässig der Landammann oder dessen Stellvertreter. Teilweise hatte auch der Weibel ein selbständiges Bewilligungsrecht. In einigen schweizerischen Kantonen wurde auch der Rat genannt. 
Im Laufe der Jahrhunderte wurde überall der Landammann die einzige bewilligende Stelle. Dieser musste im 18. und 19. Jahrhundert infolge der sich durchsetzenden Idee der Aufklärung auch im Bereich des Staatsrechts über die Trennung der Gewalten und der Erkenntnis, dass das Rechtsbot ein jurisdiktioneller Akt ist, seine Kompetenz fast überall an die Gerichte abtreten. Das Amtsbot, soweit es als eigenes Rechtsinstitut entstand bzw. bestehen blieb, verblieb hingegen vor allem im Anwendungsbereich des Verwaltungsrechts und bei den Gemeinden in erster Instanz. 
Allen Rechtsboten bzw. Amtsboten charakteristisch ist, dass der Empfänger ihnen gehorchen muss, auch wenn er durch den Befehl oder das Verbot offenkundig in alten Rechten verletzt wird. Das alte (historische) Rechtsbot bzw. Amtsbot regelte daher grundsätzlich den Besitzstand bis zum Erlass eines Urteils und verhinderte eigenmächtige, den Frieden der bäuerlichen Gemeinschaft störende Handlungen. Daraus erklärt sich, dass einem Rechtsbot bzw. Amtsbot ohne alle Rücksicht auf eine bessere Berechtigung bei Strafe gehorcht werden musste. Diese rein formale, den Einzelnen wohl oft hart treffende Bestimmung sollte jede Möglichkeit aussergerichtlicher Streitigkeit in der Dorfgemeinschaft verunmöglichen oder zumindest erschweren, bis ein ordentliches Gericht zusammen trat und darüber befand. Das alte Rechtsbot sollte daher nicht eine gerichtliche Prüfung ersetzen, sondern erst ermöglichen. Jede Übertretung des Rechtbots macht den Übertreter straffällig und verpflichtete ihn zum Schadenersatz. Die Strafe war eine Busse, von welcher teilweise der Leider (Angeber, Anzeiger etc.) einen Teil erhielt. Gegen ein ergangenes Rechtbot bzw. Amtsbot gab es in der späteren Zeit kein anderes Hilfsmittel als Klage auf gerichtliche „Öffnung“ desselben (Rechtsöffnung „Rechtsöffnungsverfahren“). 
Wer ein Rechtsbot bzw. Amtsbot erlässt oder verlangt, verweist dadurch den Angegriffenen mit seinen Ansprüchen auf den ordentlichen Rechtsweg (Gerichtsverfahren oder Verwaltungsverfahren). Er bietet ihm Recht, daher der Name Rechtsbot. Ob ein Rechtsbot bzw. Amtsbot durch Nicht-Widerspruch rechtsgültig oder unwiderruflich wurde, war nicht in allen Jahrhunderten der Anwendung von Rechtsbot bzw. Amtsbot gleichermassen in allen Kantonen gleich bzw. gleichbleibend geregelt. 
Beispiel: In den beiden Kantonen Appenzell wird der Inhalt des Rechtsbotes, wenn nicht rechtzeitig Widerspruch erfolgt, rechtskräftig und vollstreckbar. In Kanton Appenzell Innerrhoden wird dies in § 26b ZPOalt durch die Worte ausgedrückt: „Gegen Amtsbote hat der Rechts Vorschlag innert zehn Tagen zu geschehen, ansonsten das Klagerecht dahin fällt“.

## Fürstentum Liechtenstein
In Liechtenstein wurde das Amtsbot bzw. Amtsverbot im Zuge der Übernahme des Sachenrechts aus dem schweizerischen Zivilgesetzbuch (ZGB) 1923 eingeführt. Im zuvor, nämlich von 1812 bis 1923, geltenden Sachenrecht, das aus dem österreichischen ABGB stammte, war dieses Rechtsinstitut nicht bekannt.
In Liechtenstein ist das Amtsbotverfahren ein Verfahren im eigenen Wirkungskreis der Gemeinden (Gemeindeverwaltungssachen). Es ist im liechtensteinischen Sachenrecht (SR) in den Art. 103, 104, 113 SR geregelt und war in Art. 23 Verordnung zum Sachenrecht (SRV) normiert.
Das Rechtsbotverfahren ist in den §§ 593a ff. der liechtensteinischen Zivilprozessordnung (FL-Zivilprozessordnung) geregelt. Diese §§ stellen im liechtensteinischen Zivilprozessrecht eine Eigentümlichkeit dar und fügen sich nicht harmonisch in das rezipierte Zivilprozessrecht ein.
Das Amts-Verbotsverfahren ist in den Art. 99 ff. Rechtssicherungsordnung (RSO) geregelt. Das Amtsverbotsverfahren richtet sich generell nur gegen einen unbekannten Personenkreis und ist eine polizeiliche Anordnungsbefugnis (Amtsbefehl) der Gemeinde im eigenen Wirkungskreis. Das in Art. 113 Abs. 3 SR genannte „Amtsverbotsverfahren“ ist nicht deckungsgleich mit dem „Amtsbotverfahren“, wie es in Art. 103 SR iVm Art. 23 SRV genannt ist.
Siehe auch: Friedensbot